# Bladhoopchampignon
De bladhoopchampignon (Agaricus subrufescens) is een zwammensoort uit de familie Agaricaceae. Hij wordt in de winkel aangeboden onder de namen: Amandelpaddenstoel (vanwege de amandelsmaak), Cogumelo do Sol (paddenstoel van de zon), Cogumelo de Deus (Gods paddenstoel), Cogumelo de Vida (paddenstoel des levens), Himematsutake (Japans: 姫松茸, "prinses der paddenstoelen") en Agarikusutake.

## Geschiedenis
Agaricus subrufescens werd voor het eerst beschreven door de Amerikaanse botanicus Charles Horton Peck in 1893. Gedurende de eerste helft van de 20e eeuw werd de paddenstoel geteeld en verkocht aan de oostkust van de Verenigde Staten. In de jaren 70 van de vorige eeuw werd de paddenstoel 'herontdekt' in Brazilië en aanvankelijk foutief geïdentificeerd als de Agaricus Blazei Murrill, een andere soort die in Florida voorkomt. Algauw werd de paddenstoel vooral geteeld en verhandeld vanwege de eraan toegeschreven medische eigenschappen.
In 2002 werd de naam A. blazei terecht verworpen voor deze soort door de botanici M.Y. Didukh en S.P. Wasser, maar tegelijkertijd gingen ze in de fout door de Braziliaanse soort vervolgens A. brasiliensis te noemen, een naam die al voor een geheel andere soort in gebruik was, de Agaricus brasiliensis Fr.(1830). Vervolgens werd aangetoond door anderen dat de Braziliaanse 'nieuwe' soort A. blazei oftewel A. brasiliensis genetisch identiek waren aan de Noord-Amerikaanse soort Agaricus subrufescens. Verder toonde dit onderzoek tevens aan dat de in Europa voorkomende soort A. rufotegulis ook identiek was met de Agaricus subrufescens. Aangezien dit de oudste naam is, heeft de naam Agaricus subrufescens taxonomisch gesproken voorrang en is in feite de enige juiste voor deze specifieke soort.

## Beschrijving
De hoed is bol en onregelmatig gevormd met een doorsnede van 5 tot 18 cm. Het oppervlak van de hoed is aanvankelijk bedekt met zijdeachtige vezels, die als de paddenstoel volgroeid is vervangen worden door kleine schubben (squamulose). De kleur van de hoed varieert van wit en grijsachtig tot een soort roodbruin. De paddenstoel verspreidt een lichte amandelgeur. De steel is 6 tot 15 cm lang en varieert in dikte van 1 tot 1,5 cm, met een bolvorm aan de grond. Bij het volgroeid raken van de paddenstoel verschijnen er barsten aan de rand van de hoed en wordt de steel hol. De paddenstoel verspreidt een lichte amandelgeur.

## Verspreiding

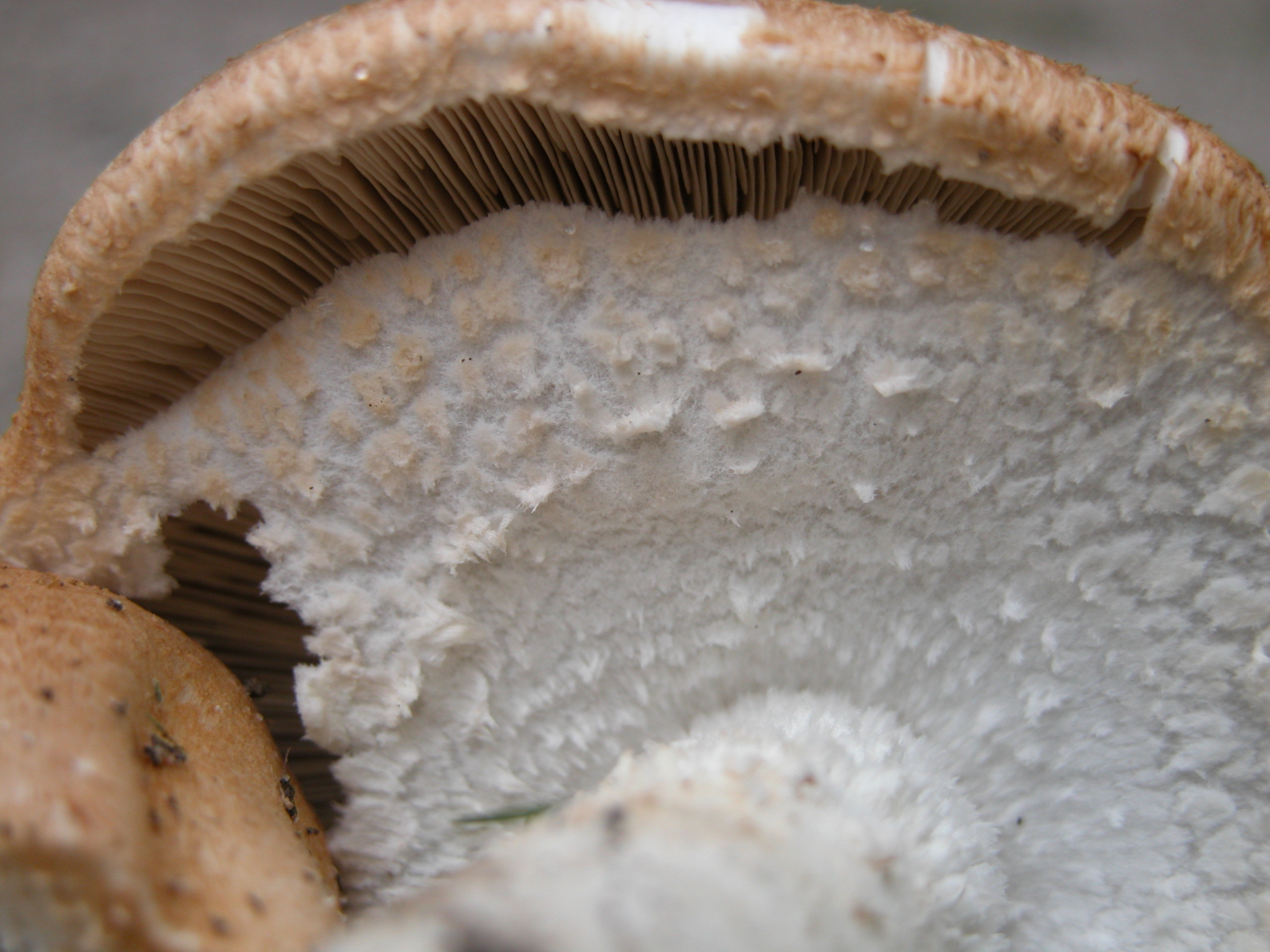

Agaricus subrufescens komt in het wild voor in Californië. Daarnaast komt hij gecultiveerd voor in Hawaï, Groot-Brittannië, Nederland, Israël, Taiwan en Brazilië.

## Toepassingen
De paddenstoel is eetbaar en heeft een iets zoete smaak met een lichte amandelgeur.
Daarnaast loopt er een wetenschappelijk onderzocht omwille van zijn vermeende helende werking en zijn bevorderende eigenschappen voor het menselijk immuunsysteem. In onder andere Japan, China en Brazilië is het gebruik van deze en andere medicinale paddenstoelen een door de overheid en verzekeraars geaccepteerd onderdeel van anti-kankertherapieën, samen met chemotherapie en bestraling. In West-Europa en de Verenigde Staten valt deze paddenstoel vooralsnog onder de fytotherapie.
De kankerremmende werking, de anti-oxiderende werking en de bevordering van het immuunsysteem die als eigenschap aan deze paddenstoel worden toegeschreven berusten op de ruime aanwezigheid van zowel alfa- als bètaglucanen, een vorm van polysachariden die een bewezen kankerremmende werking hebben.
Agaricus blazei en andere medicinale paddenstoelen hebben verder de eigenschap dat ze de lever beschermen tegen giftige stoffen en het lichaam meer ontvankelijk maken voor immuuntherapie. Dat maakt ze geschikt om in combinatie met chemotherapie of posttherapeutisch te gebruiken. In Japan, wordt de paddenstoel of extracten daarvan verkocht onder de merknamen Sen-Sei-Ro Gold, en ABMK en gebruikt door zo'n 500.000 mensen. Het is daarnaast het populairste alternatieve antikanker- en kankerpreventiemiddel, vaak in combinatie met andere medicinale paddenstoelen zoals de berkenweerschijnzwam en de Reishi-paddenstoel. De grootste exporteurs van de paddenstoel in gedroogde vorm of als extract zijn China en Brazilië.

### Kritiek
Critici van de alternatieve geneeswijzen met o.m. deze paddenstoel wijzen op de aanwezigheid van Agaritine, een alleen in paddenstoelen van de familie Agaricaceae voorkomende aromatische stof met anti-virale maar ook licht kankerverwekkende (de kans op kanker na een levenslange consumptie van deze paddenstoelen wordt geschat op 2:100.000) en giftige eigenschappen. De Agaricus bisporus, beter bekend als de champignon, bevat dit dus ook. Tegelijkertijd wordt deze stof onderzocht als een potentiële kandidaat in de strijd tegen het Hiv vanwege zijn sterke anti-virale werking. Agaritine verdwijnt echter zeer snel onder invloed van koken (90% afname), invriezen (75% afname) en is na 48 uur onderdompeling in water zelfs geheel verdwenen. Wetenschappelijk onderzoek naar de werking wees er verder op dat de uiteenlopende methodes en kwaliteit van cultivering de hoeveelheid werkzame stoffen in de Agaricus blasei en hun effectiviteit negatief kan beïnvloeden.